# 호리에 게이
호리에 케이 (堀江慶, 1978년 10월 4일 ~ )는 일본의 배우이자 영화감독이다.

## 출연작

### 드라마
- 2001년~2002년 《백수전대 가오렌쟈》 와시오 가쿠/가오 옐로 역
- 2003년 《괴담신이대》

### 영화
- 2003년 《어 스테이션 애프터 더 데스티네이션》
- 2003년 《주온 2》 야마시타 노리타카 역